# 聖馬爾科德塞拉
聖馬爾科德塞拉（西班牙語：San Marcos de la Sierra）是洪都拉斯的城鎮，位於該國西部，由因蒂布卡省負責管轄，始建於1901年，面積144.04平方公里，海拔高度1,191米，2001年人口6,477，人口密度每平方公里44.97人。
14°7′0″N 88°15′0″W / 14.11667°N 88.25000°W